# Mathilde Androuët
Mathilde Androuët, nata Palix (Rueil-Malmaison, 3 luglio 1984), è una politica francese, europarlamentare nella IX legislatura.

## Biografia
Androuët è nata nel 1984 a Rueil-Malmaison, nei dintorni di Parigi. Suo padre, Didier Palix, è stato candidato per il Movimento Nazionale Repubblicano nel 2001 e alle elezioni dipartimentali francesi del 2015 per conto del Front National. È cresciuta a Chatou e Houilles, nella regione dell'Île-de-France. Si laureata in Sciences Po ad Aix-en-Provence, quindi ha lavorato per il think tank liberale "Terra Nova" per sei mesi nel 2010.
È diventata membro del Front National nel 2011. Nel 2014 è diventata assistente parlamentare di Florian Philippot.
Nel 2015 è stata eletta consigliere regionale dell'Île-de-France. Androuët si è candidata alle elezioni legislative francesi del 2017 nell'11° collegio elettorale di Yvelines, ma è giunta al 5º posto al primo turno. 
Alle elezioni parlamentari europee del 2019 ha partecipato come esponente di Rassemblement National, classificandosi al 22º posto nella lista del suo partito e risultando eletta tra i 22 deputati al Parlamento europeo. A Strasburgo è membro del gruppo Identità e Democrazia e membro della commissione per lo sviluppo regionale.